# Тверская улица (Москва)
Тверска́я у́лица — главная улица Москвы в Тверском районе Центрального административного округа. Проходит от Манежной площади до Триумфальной площади.
Улица возникла как дорога в Тверь, участок которой в черте Москвы, от Иверских ворот Китайгородской стены и до ворот Земляного города, исстари назывался Тверская улица. В первой половине XX века Тверская улица была значительно расширена и перестроена. С 1932 по 1990 год составляла вместе с 1-й Тверской-Ямской улицей улицу Горького, названную в честь советского писателя Максима Горького.
Тверская — одна из наиболее дорогих торговых улиц не только в Москве, но и в России. В 2013 году стоимость аренды торговых помещений на улице достигла 4,5 тысяч долларов за 1 м² в год. В среднем аренда дороже только в Столешниковом переулке. По информации газеты «Ведомости», крупнейшим владельцем коммерческой недвижимости на Тверской является предприниматель Михаил Гуцериев.
Тверская также является центром ночной жизни и развлечений.

## Расположение
Тверская улица начинается от Манежной площади на перекрёстке с Охотным Рядом и Моховой улицей. Слева до Пушкинской площади примыкают Никитский, Газетный, Брюсов, Вознесенский, Леонтьевский, Малый и Большой Гнездниковские переулки, справа — Георгиевский и пешеходный Камергерский переулки, пешеходная Тверская площадь с расположенными на ней Столешниковым переулком и Тверским проездом, Глинищевский и Козицкий переулки.
На Пушкинской площади улицу пересекает Бульварное кольцо — Тверской и Страстной бульвары, а также Большая Бронная улица и Большой Путинковский переулок. Далее по нечётной стороне к улице примыкают Малый Палашёвский, Мамоновский и Благовещенский переулки, по чётной — Настасьинский, Дегтярный и Старопименовский.
Улица заканчивается на Триумфальной площади, на которую выходят Оружейный переулок и 1-я и 2-я Брестские улицы. Под площадью проложен Маяковский тоннель, соединяющий Большую Садовую и Садовую-Триумфальную улицы.
За Садовым кольцом Тверскую продолжает 1-я Тверская-Ямская улица (с 1932 по 1990 год составлявшую единую с ней улицу Горького), проходящая до Тверской Заставы, где через Тверской путепровод переходит в Ленинградский проспект около Белорусского вокзала.

## История

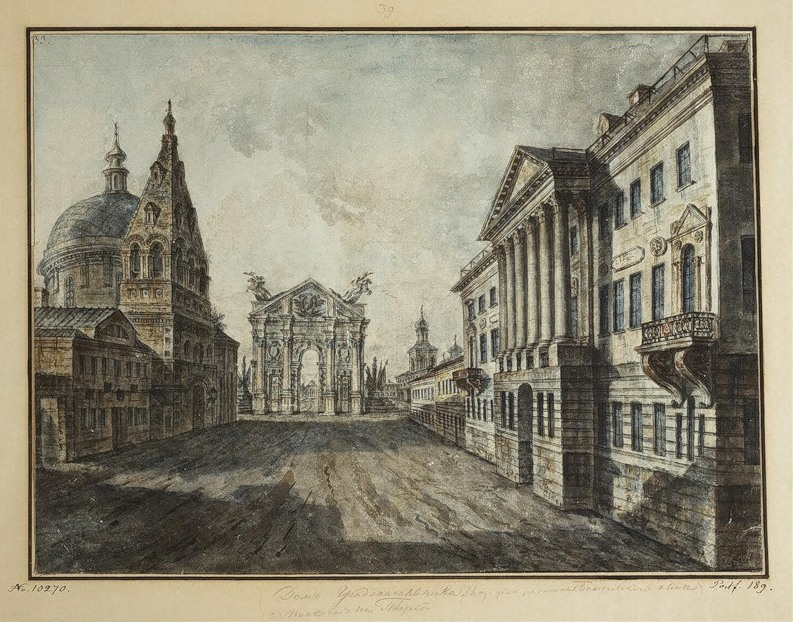
Тверская в 1800 году. Справа дом Козицкой/Белосельского-Белозерского (ныне Елисеевский магазин), далее слева — церковь Дмитрия Солунского (ныне магазин «Армения»), вдали — триумфальная арка Павла I на площади Тверских ворот (Страстной, ныне Пушкинской). За ней виднеется снесённый в 1937 году Страстной монастырь

По некоторым сведениям, дорога на Тверь существовала здесь уже в XII веке. С конца XV века эта дорога также связывала Москву и Новгород. Выходцы из этих городов основали на Тверской улице свою слободу. Застройка Тверской улицы шла от центра до крепостной стены Белого города (современное Бульварное кольцо). После расширения Москвы в конце XVI века улица была продлена до вала Земляного города (современное Садовое кольцо). До этого между современными Пушкинской и Триумфальной площадями у Тверской дороги располагались поля и посёлок кремлёвских «воротников» (стражей у ворот). В XIV и XV веках улица шла к мосту через реку Неглинную, находившемуся напротив современной Средней Арсенальной башни Кремля. В 1595 году через реку Неглинную был построен каменный Воскресенский мост, соединивший Тверскую улицу с Красной площадью.
В XVI веке на Тверской улице начинают появляться дворы знати, церкви и монастыри. Слободские дворы постепенно вытесняются — лишь между современными Столешниковым переулком и Пушкинской площадью остаётся Новгородская слобода. В конце XVI века на месте нынешней гостиницы «Москва» располагались Мучной, Житный и Солодовенный торговые ряды. В районе Манежной площади были дворы стрелецкого Стремянного полка. В районе современных Охотного ряда и Тверской площади с 1504 года находились решётчатые ворота («решётки»), запиравшиеся на ночь для обеспечения безопасности дворов знати. «Решётку» у Охотного ряда называлась «Житной», у Тверской площади — «Золотой».
В XVII веке Тверская улица в Москве была одной из главных улиц города, по которой проезжали иностранные посольства и сам царь. Застройка улицы отличалась своеобразием: боярские палаты, в основном каменные, стояли в глубине обширных дворов, а на улицу выходили деревянные заборы с воротами, конюшни, амбары и другие хозяйственные постройки. Кроме того, на улице находились дворы купцов и ремесленников.
На Тверской улице располагались два монастыря: Моисеевский (на месте современной Манежной площади) и Воскресенский (напротив Брюсова переулка). Также на улице стояли четыре церкви: Илии Пророка, Спаса Преображения, Василия Кесарийского и Дмитрия Солунского.
Улица не имела чёткой прямой линии, её ширина варьировалась от 8,5 до 14,9 метров. Проезжая часть была вымощена деревянными брёвнами, уложенными поперёк. От площади Революции до Тверской площади улица имела крутой подъём. За Пушкинской площадью, где проходила кирпичная стена Белого города, располагались кузницы, а также слободы ремесленников, воротников, стрельцов и палачей.
В XVIII—XIX веках Тверская улица была главной улицей города. Здесь строились лучшие в Москве дома, гостиницы, магазины. Среди шедевров архитектурного творчества можно назвать несохранившийся дворец князя М. П. Гагарина с аквариумными потолками (1707-08), Английский клуб (1780-е) и Елисеевский магазин (1770-е, перестроен в 1790-х и 1898 году).

Во времена Российской империи важность Тверской улицы состояла в том, что именно по ней цари въезжали в Кремль, приезжая в Москву из Санкт-Петербурга. По случаю церемоний коронации здесь были установлены несколько триумфальных ворот. Во времена Пушкина на Тверской стояло пять церквей (ни одна из которых не сохранилась). В романе «Евгений Онегин» находим импрессионистическую зарисовку улицы: 
…Пошёл! Уже столпы заставы

Белеют; вот уж по Тверской

Возок несётся чрез ухабы.

Мелькают мимо будки, бабы,

Мальчишки, лавки, фонари.

Дворцы, сады, монастыри,

Бухарцы, сани, огороды,

Купцы, лачужки, мужики,

Бульвары, башни, казаки,

Аптеки, магазины моды,

Балконы, львы на воротах

И стая галок на крестах.

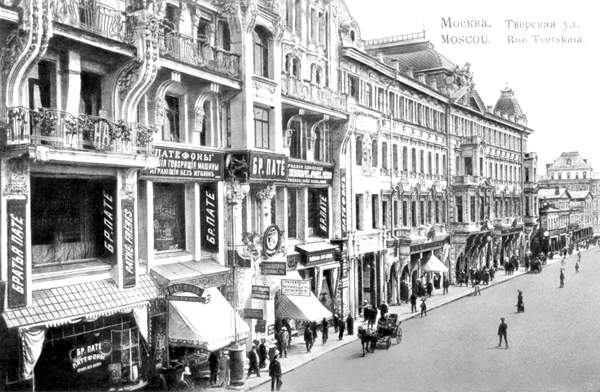
Тверская в XIX веке

В 1792 году перед домом генерал-губернатора была заложена Тверская площадь для проведения народных процессий и парадов. Основная достопримечательность на площади — памятник основателю города, князю Юрию Долгорукому, — появился в 1954 году.
На Тверской была проложена первая в Москве линия конно-железной городской дороги, в просторечии — «конки», которая начиналась на Страстной (ныне Пушкинской) площади и шла в направлении от центра. В 1876 году, когда Московская городская дума ассигновала 50 тысяч рублей на проведение эксперимента по устройству асфальтобетонного покрытия, на Тверской впервые в Москве построили несколько участков из нового материала.
До конца XIX века улица постоянно перестраивалась, сочетая в себе разные исторические стили. Ту эпоху характеризует большое здание гостиницы «Националь» (1901), одной из самых престижных в Москве.

### В советское время

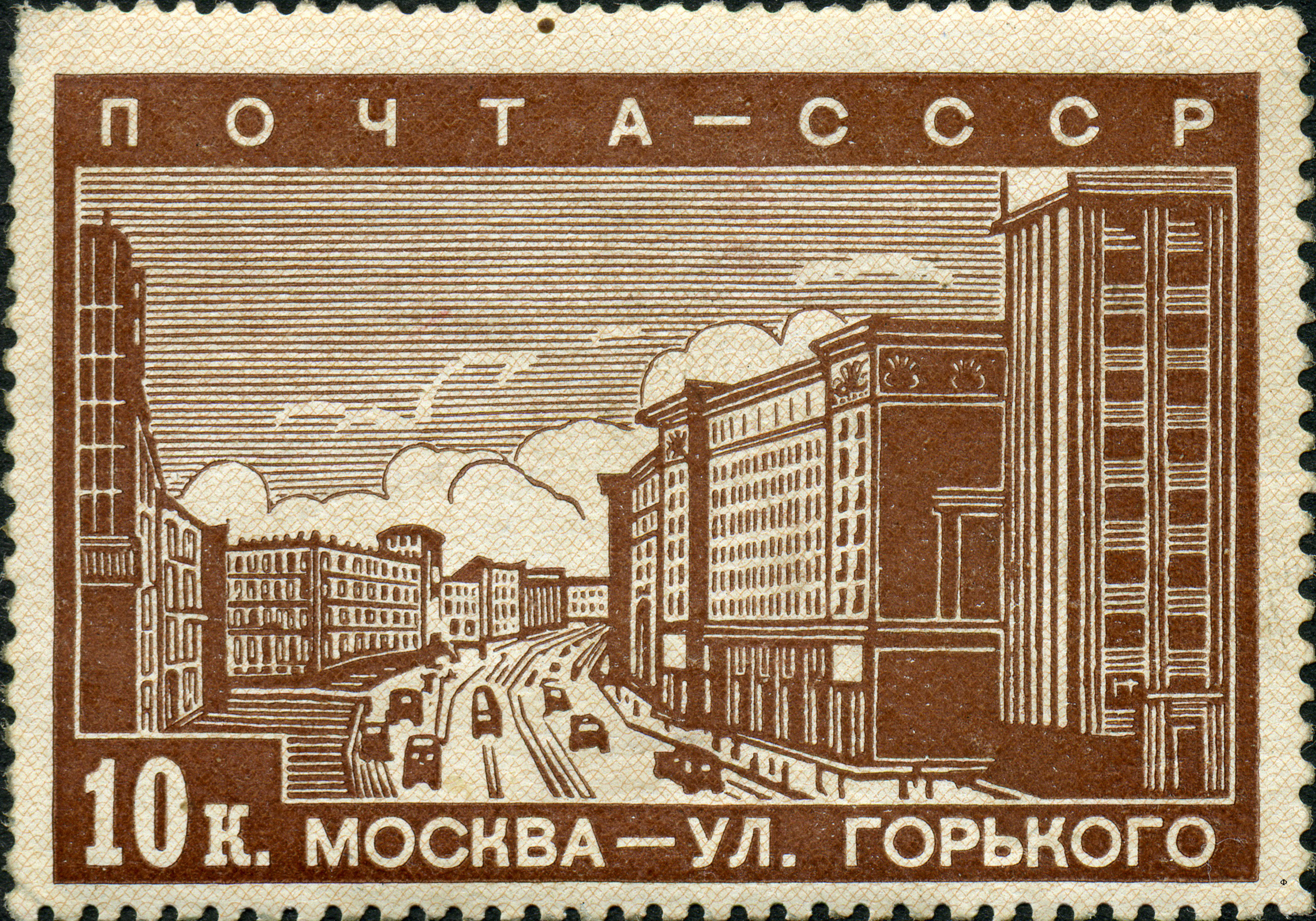
Почтовая марка СССР, 1939 год. Серия «Реконструкция Москвы»

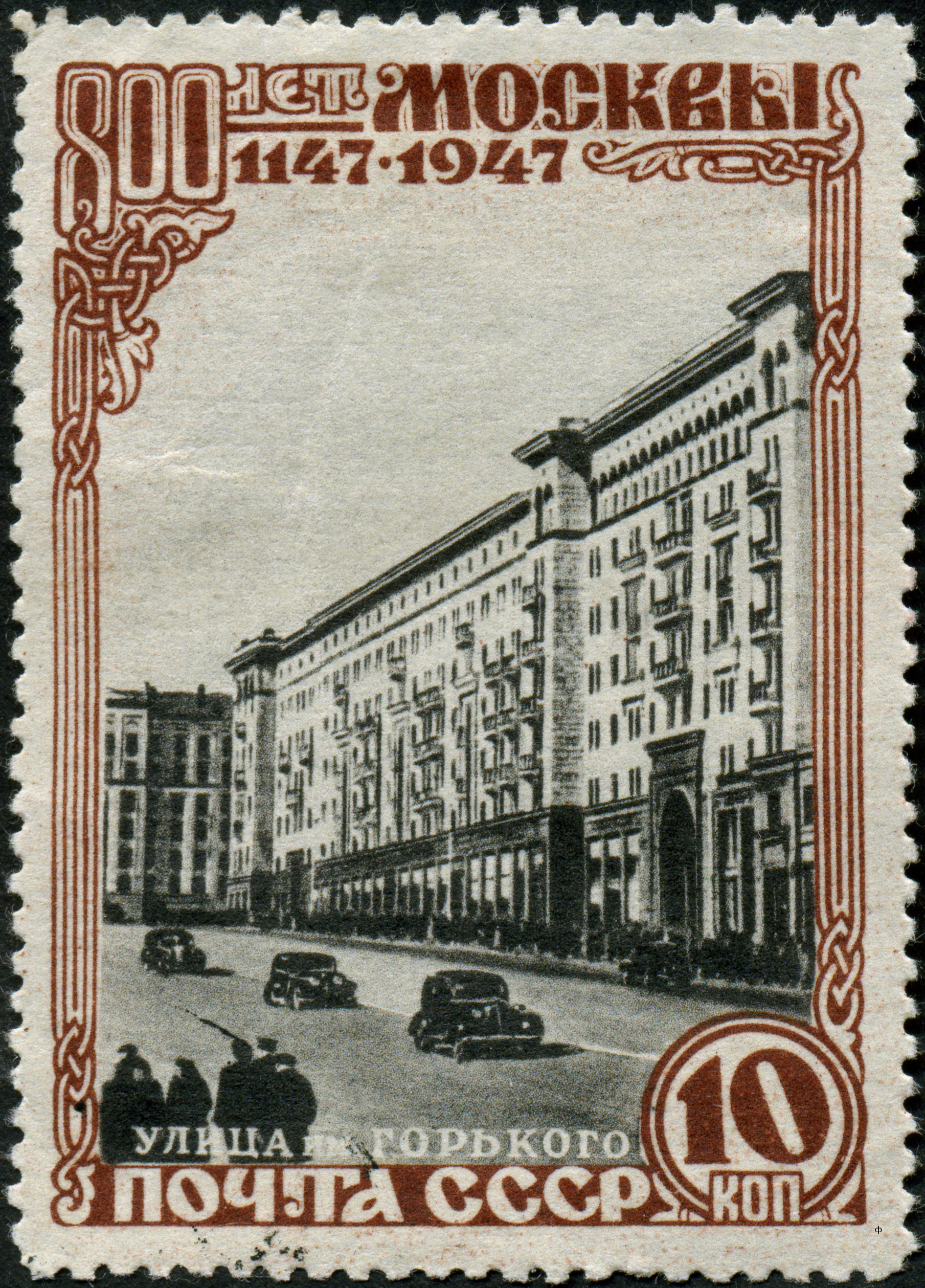
ул. Горького, д. 6 в 1947 году на марке СССР, выпущенной к 800-летию Москвы

В первые годы советской власти вопрос о расширении узкой и кривой Тверской улицы не ставился: предложения по реконструкции района исходили из необходимости сохранения её исторической застройки и прокладки сквозь кварталы новой улицы-дублёра. Впервые идея дублёра была обозначена в разработанном в 1918—1923 годах под руководством А. В. Щусева градостроительном плане «Новая Москва»: новая улица отходила от Тверской в районе пустыря между Никитским и Газетным переулками и пролегала под некоторым углом до пересечения с Тверским бульваром. Позднее архитектор В. Н. Семёнов, работавший над новым градостроительным планом города, предлагал проложить дублёр по Большому Гнездниковскому переулку, западнее дома Нирнзее; за Бульварным кольцом он должен был пройти по Сытинскому переулку, затем сквозь внутриквартальную застройку, и выйти на Садовое кольцо в районе современного Театра сатиры. К началу 1930-х годов от идеи прокладки дублёра отказались: транспортной проблемы новая улица не решала, оттягивая на себя лишь часть потока с Тверской улицы, к тому же его прокладку пришлось бы вести поперёк естественного уклона местности.
В 1932 году Тверская и продолжавшая её после Триумфальной площади 1-я Тверская-Ямская улицы были переименованы в улицу Горького — в честь писателя Максима Горького.
После отказа от идеи прокладки дублёра градостроители сосредоточились на поиске вариантов новой планировки улицы. Эта работа была поручена архитектурно-планировочной мастерской (АПУ) Моссовета под руководством профессора С. Е. Чернышёва; она же занялась разработкой планировки продолжения улицы — Ленинградского шоссе. Главной задачей АПУ стал поиск вариантов оптимальной трассировки улицы Горького, которая бы решала транспортную проблему и, вместе с тем, обеспечивала максимальное сохранение существующей застройки.
Принятый в 1935 году Генеральный план реконструкции Москвы предусматривал коренное преобразование улицы Горького, фактически — отстройку улицы заново. Отражённое в Генплане градостроительное решение предполагало провести расширение начального участка улицы за счёт правой (чётной) стороны, от Газетного переулка и проезда Художественного театра переулков сносилась застройка по обеим сторонам, на отрезке от Советской до Пушкинской площади расширение шло за счёт нечётной стороны. Подобное решение позволяло сохранить некоторые ценные здания и существенно расширить ширину улицы — до 40 метров в районе Пушкинской площади и до 56 метров в начальной части магистрали. Согласно Генплану от Советской площади улица должна была разделиться на два «рукава»: одна часть улицы сохраняла прежнее направление к Кремлю, другую планировали проложить по диагонали от Советской площади к площади Дзержинского (через улицу Эжена Потье, проезд Художественного театра и далее по Кузнецкому Мосту), однако позднее от пробивки этой части улицы отказались.
Новые красные линии улицы Горького прошли через плотную историческую застройку, основную массу которой решили снести, а наиболее ценные здания — переместить в глубь кварталов. Технологию перемещения отработали под руководством Э. М. Генделя, и уже в 1935 году провели первый опыт передвижки здания недалеко от площади Маяковского. В ходе реконструкции были перемещены здания Саввинского подворья, Моссовета, Московской глазной больницы и ряд других. Одновременно с передвижкой старых домов начали строительство новых. Первыми зданиями, возведёнными в ходе реконструкции улицы Горького, стали жилые дома по правой стороне улицы от Охотного Ряда до Советской площади. Проектированием этого участка улицы первоначально занимались А. В. Щусев, И. Л. Маркузе и А. Я. Изаксон, по предложению которых решили весь начальный участок улицы застроить двумя протяжёнными корпусами, оформленными в едином стиле. Однако в 1937 году после скандала, связанного со строительством гостиницы «Москва», Щусева отстранили от проекта и передали его А. Г. Мордвинову. В ходе реконструкции улицы провели сглаживание рельефа на участке от сохраняемого здания Центрального телеграфа до Советской площади (в отдельных местах толщина срезаемого грунта достигала полутора метров), проезжую часть и тротуары заасфальтировали.

### Реконструкция 2016—2017 годов
Планировать реконструкцию Тверской улицы городские власти начали в 2012 году. В 2013 году был объявлен конкурс, задание которого предполагало сужение проезжей части за счёт уменьшения ширины рядов (как это сделано на Большой Никитской, Мясницкой и Ордынке), мощение тротуаров гранитной плиткой, установку нового освещения, скамеек и цветников. Изменение ширины улицы обосновывалось наличием «бутылочного горлышка» возле Охотного ряда, где водители были вынуждены перестраиваться, что приводило к пробкам. Однако конкурс был отменён, и Тверская не попала в перечень первоочерёдных проектов благоустройства из-за транспортного значения и высокой стоимости работ.
Планируя начать реконструкцию улицы в 2016 году, мэрия разделила её на 2 участка: от Охотного Ряда до Настасьинского переулка и от Настасьинского переулка до Триумфальной площади и 1-й Тверской-Ямской улицы. Проект благоустройства первого участка был подготовлен архитекторами из голландского бюро West 8, торги на выполнение работ были объявлены в ноябре 2015 года. В состав участка работ вошла сама Тверская, девять дворовых территорий и небольшой участок Большой Бронной вдоль ресторана McDonald’s.
В марте 2016 года проект благоустройства был представлен на портале «Активный гражданин» и привлёк большое внимание горожан. Строительные работы начались в мае и завершились на месяц раньше срока — в июле. За счёт сокращения ширины полос автомобильного движения с 3,7 до 3,25 метров ширина проезжей части сократилась до 55 % ширины улицы, были расширены тротуары и организованы парковки для общественного транспорта и такси. Старые остановки были заменены на новые, оборудованные электронным табло, точками Wi-Fi и портами для зарядки USB-устройств. В мощении тротуара была использована плитка 2 цветов, визуально отделившая прогулочную часть улицы от технической, ограждающей пешеходов от проезжей части. Для освещения улицы по чертежам музея «Огни Москвы» были воссозданы плафоны, воспроизводящие образцы 30—40-х годов XX века. Частью проекта стало восстановление исторической липовой аллеи, существовавшей с 1947 года по середину 1990-х. Провода были перенесены в техническую канализацию, троллейбусные линии — демонтированы, маршруты троллейбусов по Тверской были закрыты.

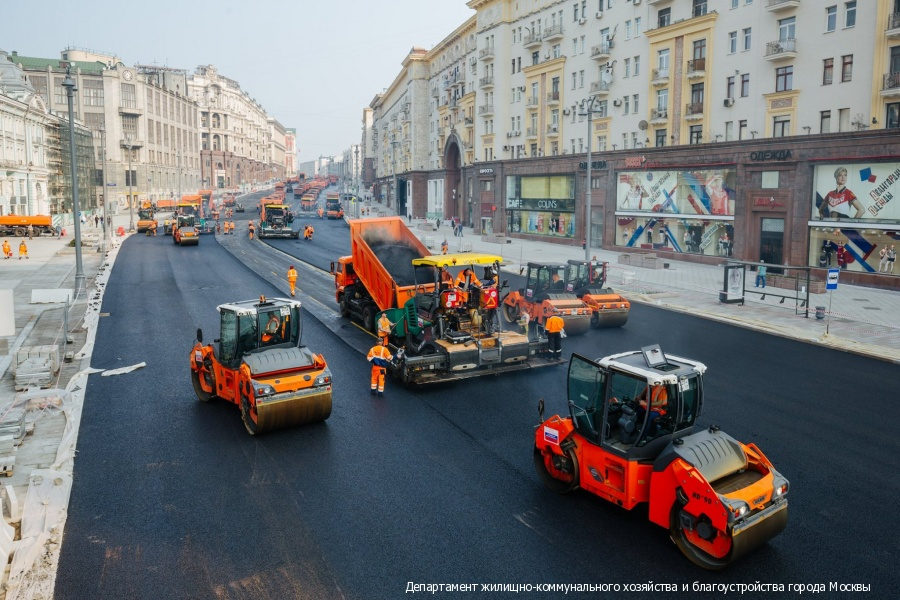
Единовременная укладка асфальта на участке Тверской улицы от Моховой улицы до Пушкинской площади в рамках масштабной реконструкции и благоустройства улицы летом 2016 года.
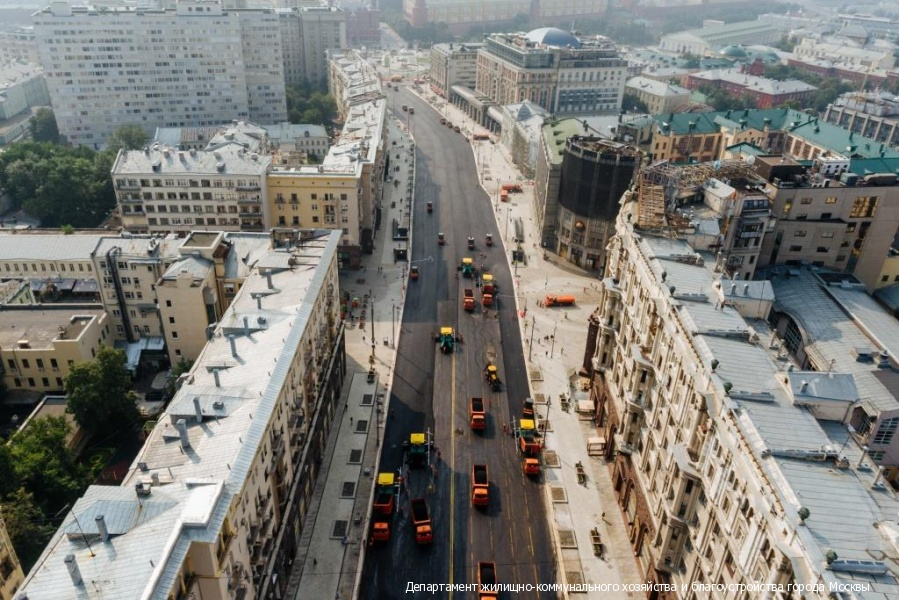
В связи с укладкой дорожного покрытия участок улицы был полностью перекрыт для движения 24 июля 2016 года.
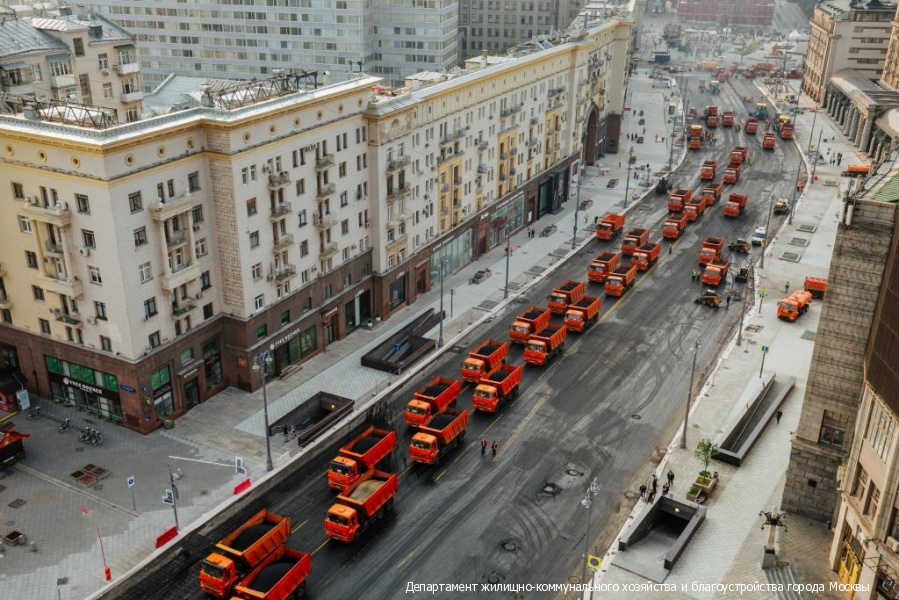
В работах по асфальтированию было использовано около 8000 тонн асфальтобетонной смеси и задействовано 170 самосвалов и 74 единицы специальной техники.

В мае 2016 года во время работ по благоустройству, строителями были вскрыты и местами повреждены археологические объекты: сохранившиеся под землёй деревянные мостовые XVII — начала XVIII веков, подземные своды и фундаменты зданий, снесённых в советское время ради расширения улицы. Москвовед Константин Михайлов назвал эти работы «археологическим пиром во время чумы». За время реконструкции археологи обнаружили на участке работ большое число предметов старины. В их числе фрагмент белокаменной арки, ограда стены Страстного монастыря, остатки деревянной мостовой XVIII века, фрагменты керамических сосудов, предметы начала XX века и инструмент фальшивомонетчика времён царя Алексея Михайловича — маточник и штемпель. Общественное объединение «Архнадзор» усмотрело нарушения в порядке ведения археологических работ и было обеспокоено возможным повреждением памятников строительной техникой, однако главный архитектор Москвы Леонид Кондрашёв отметил, что работы велись без нарушений, а многие находки были сделаны в мае — до начала строительства. Москвовед Александр Усольцев, редактор проекта «Прогулки по Москве», также говорил о преувеличении со стороны градозащитников, апеллируя к неопределённой археологической ценности обнаруженных объектов.
В июле 2016 года был объявлен победитель конкурса на проект благоустройства остального участка от Настасьинского переулка, также включающий благоустройство 1-й Тверской-Ямской, — им стало ярославское архитектурное бюро «План Б». В конкурсном проекте они предложили создать в местах пересечения Тверской с прилегающими улицами мини-площади для размещения общественных пространств: площадки уличного театра возле электротеатра Станиславский, уличного лектория перед музеем современной истории, сезонных веранд кафе, уличного лобби гостиницы, зелёных зон возле жилых домов и других. Архитекторы планировали сократить проезжую часть на 3,5 метра при сохранении числа полос и использовать высвободившееся пространства для парковок и пешеходных зон. После конкурса проект был отправлен на доработку, а строительные работы на участке запланированы на 2017 год.

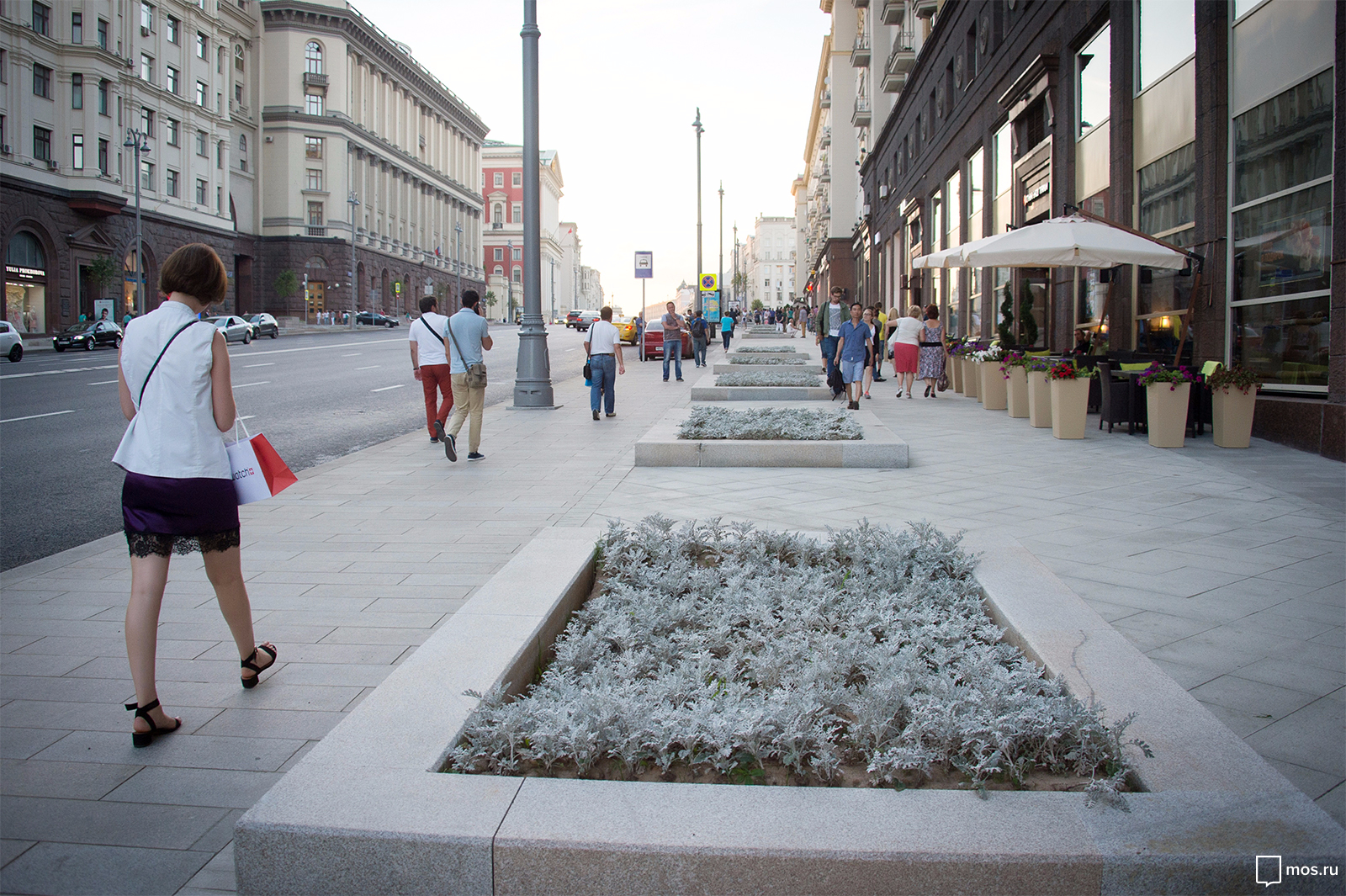
Тверская улица после завершения основных работ по благоустройству и реконструкции, август 2016 года.
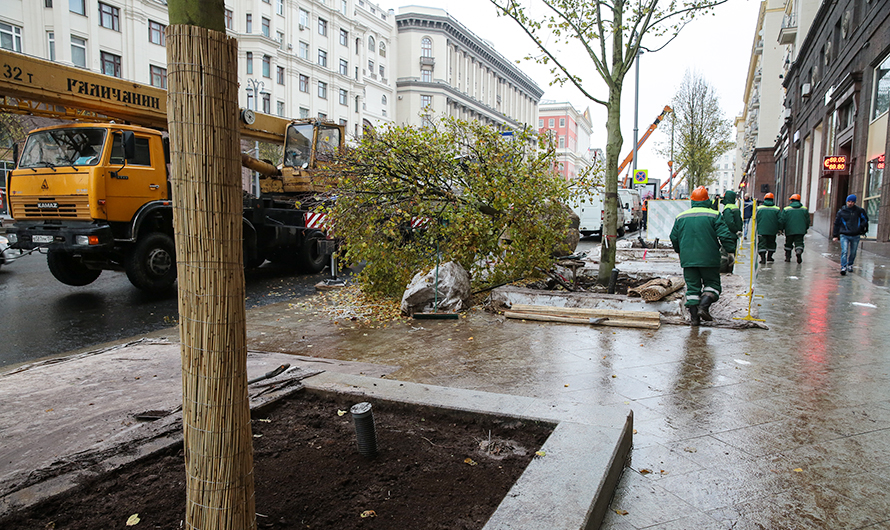
Первая высадка лип на Тверской улице. Работы по высадке проводились с 30 по 31 октября 2016 года.
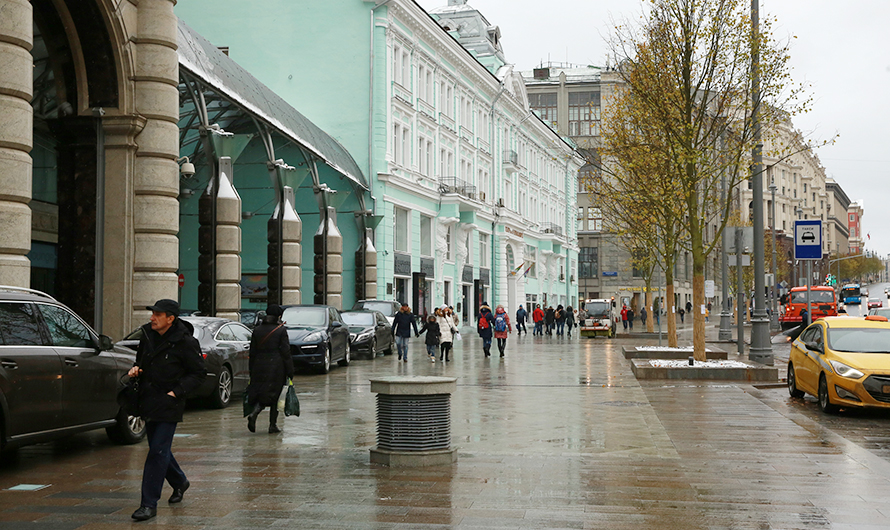
Зелёные липы подвозили на 16-метровых автопоездах, а разгрузка и посадка осуществлялась автокранами. Всего в работах было задействовано 250 человек и 90 единиц техники.

## Примечательные здания и сооружения

### По нечётной стороне

#### Гостиница «Националь» (№ 1/15)

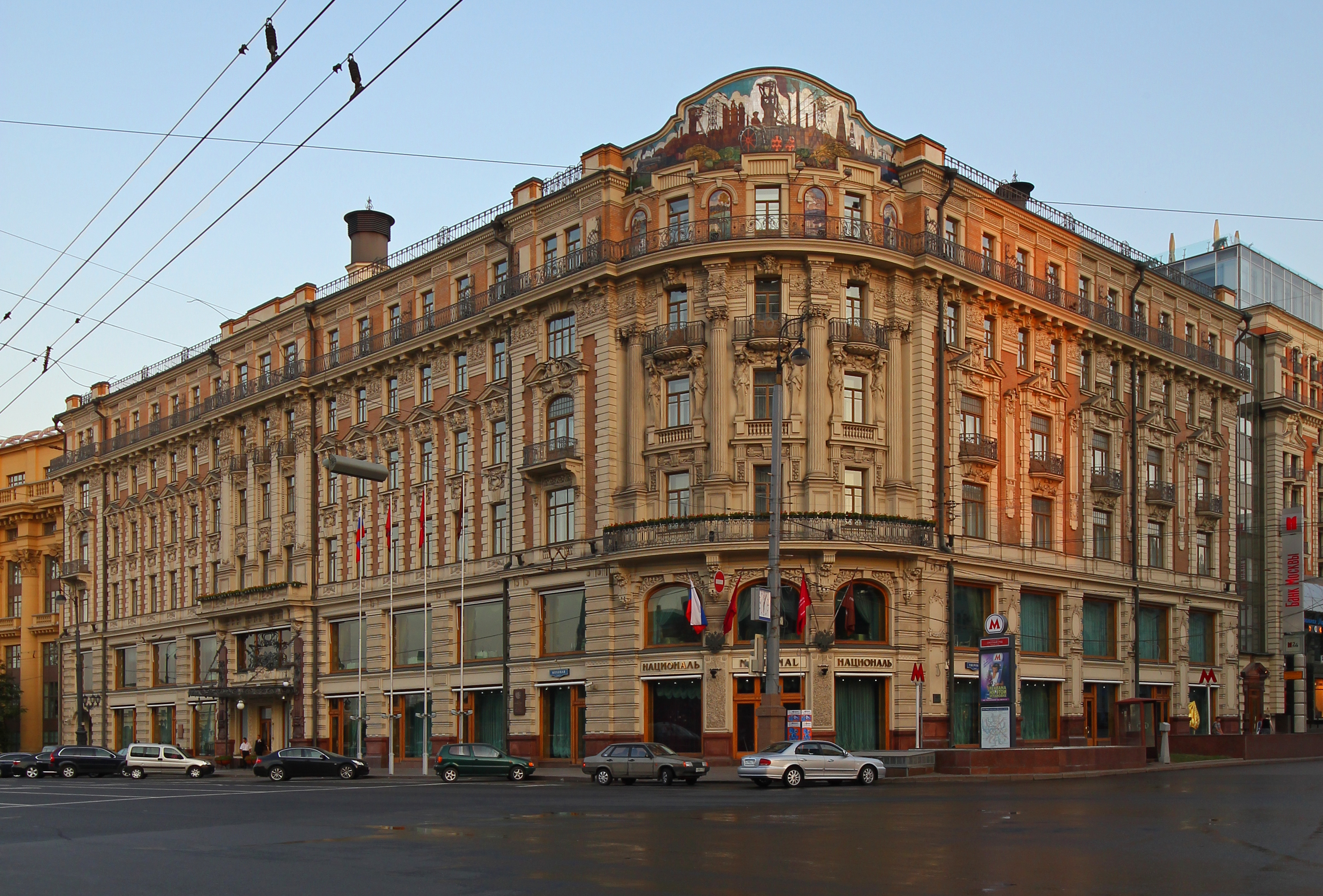
Гостиница «Националь»

Здание перестроено из доходного дома Л. Н. Бенуа в 1901—1903 годах по проекту архитектора И. А. Иванова на средства Варваринского акционерного общества домовладельцев. Постройка решена в стиле эклектики с элементами модерна. Наружное убранство отмечено использованием большого количества лепнины; в интерьерах были применены мозаичные полы и витражи. Гостиница оснащалась передовыми техническими новинками того времени: были установлены лифты, а в номерах появились телефоны, ватерклозеты и ванны. Первоначальное оформление углового аттика было заменено в 1918 году декоративным панно, изображающим индустриальный пейзаж.
В 1918 году после переезда Советского правительства в Москву здание гостиницы заняли правительственные подразделения новой власти, гостиница получила название Первый Дом Советов. Несколько дней в марте 1918 года в двухкомнатном номере 107—109 проживал глава Советского государства В. И. Ленин с женой Н. К. Крупской и сестрой М. И. Ульяновой. О причастности гостиницы к революционной истории напоминает майоликовое панно на индустриальную тему, установленное на угловом аттике в 1931—1932 году — один из первых примеров реализации ленинского плана «Монументальной агитации и пропаганды». В 1932 году зданию вернули гостиничный статус.
В гостинице в 1913 году останавливался Анатоль Франс; в 1917 г. — Джон Рид; в 1914 и в 1934 годах — Герберт Уэллс. В гостинице также останавливались А. Барбюс, М. Нексе и другие. В 1970-е годы в торцевой части здания со стороны улицы Горького располагалось экскурсионное бюро ВАО «Интурист». В эти же годы к основному зданию гостиницы была сделана пристройка.
В 1985 году началась реконструкция и реставрация «Националя», длившаяся 10 лет. В настоящее время гостиница носит название «Hotel National, a Luxury Collection Hotel». Отель располагает 206 номерами, в том числе 37 люксами с видом на Кремль с индивидуальным дизайном и меблированными антикварной мебелью. Среди гостей «Националя» — главы государств и правительств, звёзды шоу-бизнеса, известные деятели культуры.
9 декабря 2003 г. около входа в гостиницу прогремел теракт — смертница взорвала себя. Погибло 9 человек.

#### Гостиница «Ритц-Карлтон Москва» (№ 3)

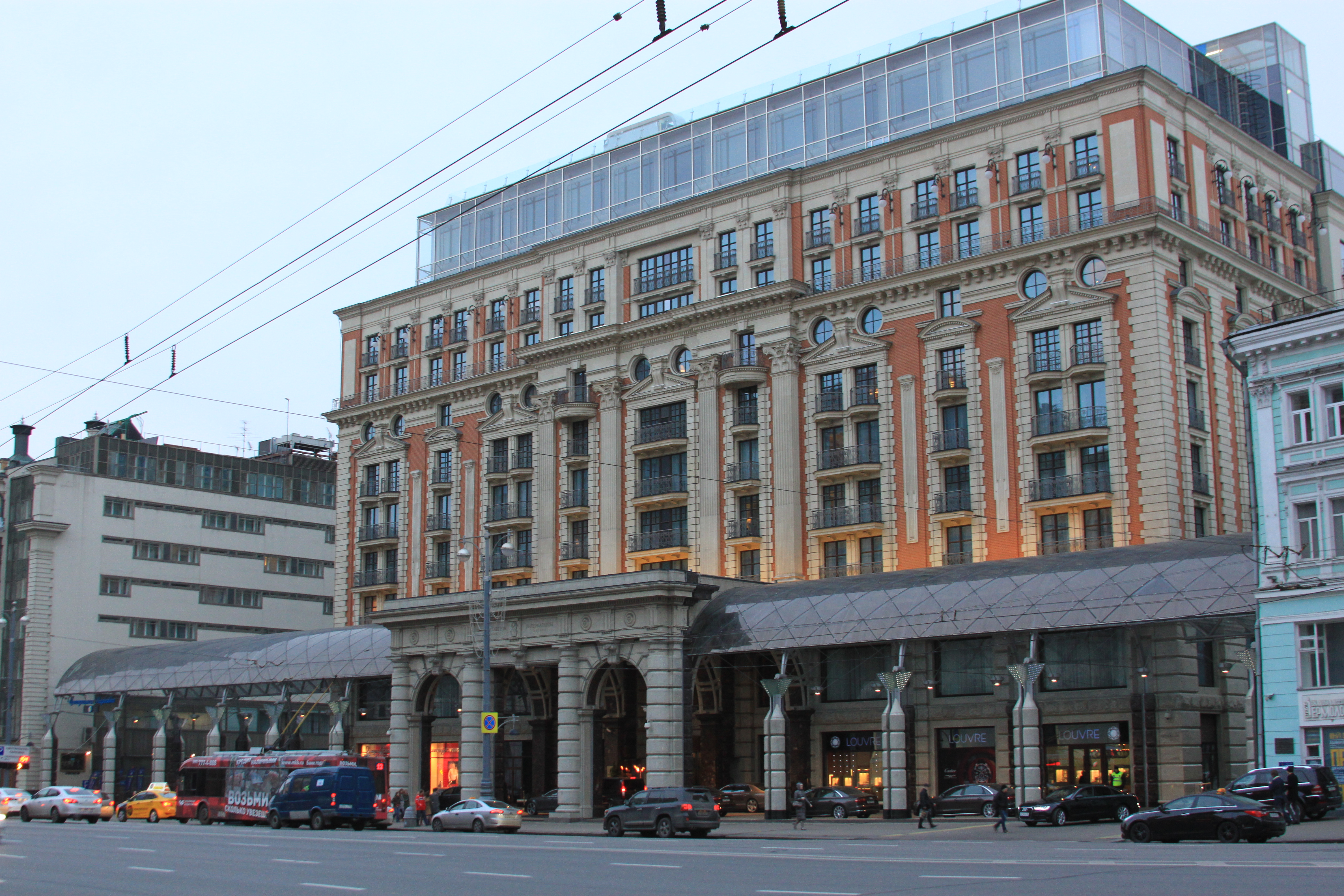
Отель сети Ritz-Carlton в Москве

Одиннадцатиэтажное здание гостиницы «The Ritz-Carlton, Moscow» построено в 2006 году по проекту авторского коллектива, возглавляемого архитектором А. Д. Меерсоном.
До 2002 года на этом место стояло 22-этажное здание гостиницы «Интурист», построенное в 1970 году по проекту авторского коллектива архитекторов В. Л. Воскресенского, А. С. Болтинова, Ю. Шевердяева. Гостиница располагала фондом в 465 номеров, первые этажи занимали магазин «Берёзка», рестораны, парикмахерские, столовая. Ещё ранее на этом месте находилась гостиница «Франция», в которой во время приездов в Москву обычно останавливался Н. А. Некрасов.

#### Постниковский пассаж (№ 5/6)

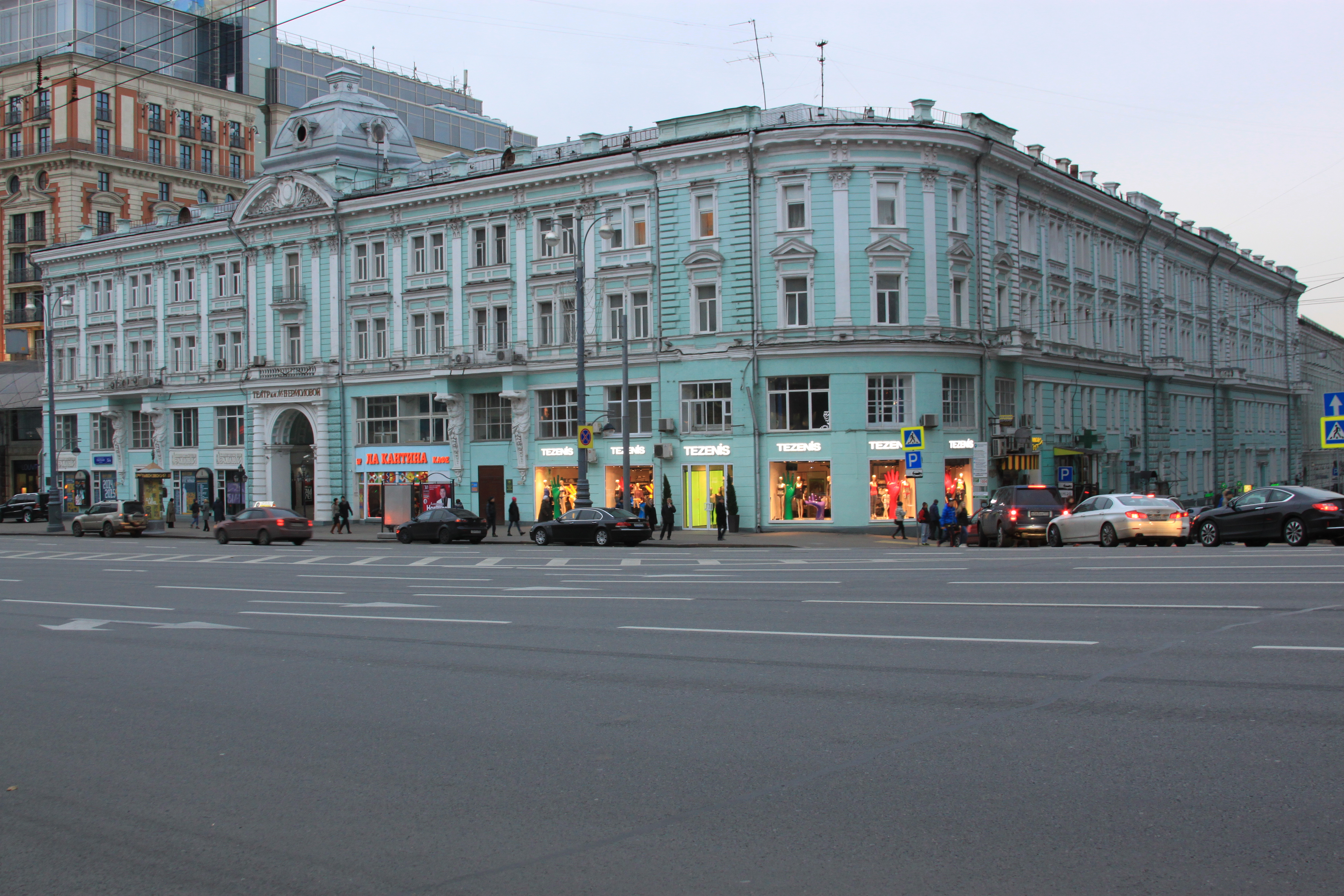
Постниковский пассаж (ныне Московский драматический театр имени М. Н. Ермоловой)

Дом построен в 1802 году и поначалу был известен как дворец Долгоруковых. Неоднократно перестраивался. В 1835 году — доходный дом М. Т. Гонцова; В 1886—1889 годах фасад здания был изменён по проекту архитектора С. Ф. Воскресенского под размещение «Постниковского пассажа». Помимо торгового пассажа в здании также размещались многочисленные конторы и магазины. В 1910—1913 годах фасад вновь был перестроен архитектором И. П. Злобиным. Центральная часть фасада выделена аркой первого этажа, обрамлённой рустованными колоннами, плоским ризалитом во втором этаже и двумя парами коринфских пилястр. Здание увенчано металлическим куполом, выполненным в стилистике барокко. Боковые части дома оформлены четырьмя крупными скульптурами атлантов, которые поддерживают балконы второго этажа.
В 1936—1938 годах была проведена перестройка здания под театральные нужды и здесь на непродолжительное время разместился Театр В. Э. Мейерхольда. С 1946 года здание занимает Московский драматический театр имени М. Н. Ермоловой. В 1970-е годы в здании работало кафе «Марс». Здание является объектом культурного наследия регионального значения.

#### Центральный телеграф (№ 7)

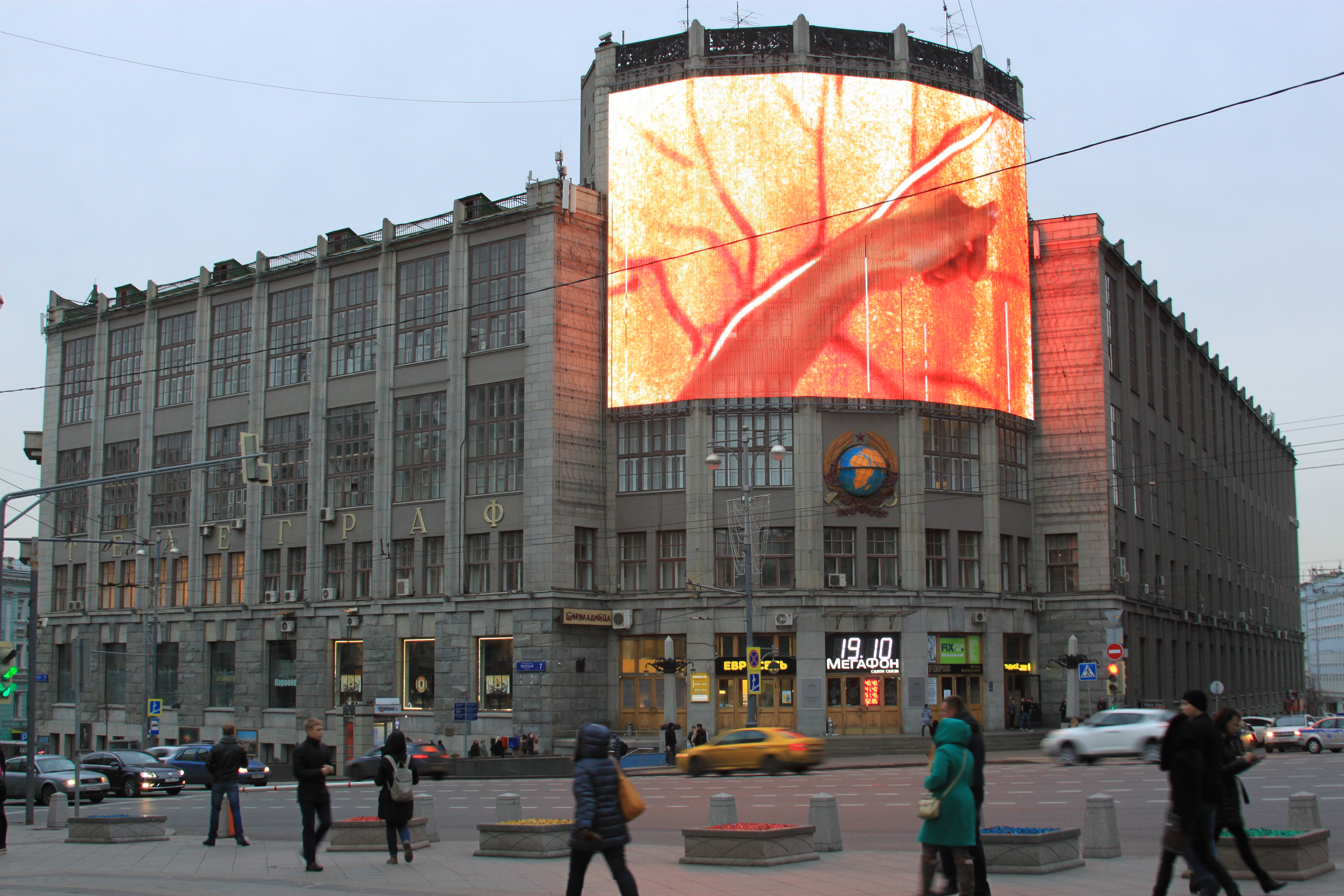
Здание Центрального телеграфа

Здание Центрального телеграфа построено в 1925—1927 годах по проекту архитектора И. И. Рерберга и инженера С. З. Гинзбурга, при участии художника Ф. И. Рерберга. Фасад здания представляет собой железобетонный каркас, в первом этаже покрытый каменной облицовкой. Угол здания фиксирует 10-метровая пятигранная башня, увенчанная зубцами и вставленными между ними чугунными решётками. На башне на уровне третьего этажа установлен стеклянный вращающийся глобус. Ранее на этом месте находилось здание Университетского благородного пансиона, в котором в конце 1830-х годов жил профессор Т. Н. Грановский (снесено в начале 1910-х годов для строительства комплекса доходных домов). Здание является объектом культурного наследия регионального значения.

#### Жилой дом (№ 9)
Один из самых монументальных и, по выражению некоторых искусствоведов, «помпезных» жилых домов Тверской улицы построен в 1946—1949 годах по проекту архитектора А. Ф. Жукова. Фасады здания имеют необычное четырёхъярусное членение. Боковые части фасадов оформлены выступающими эркерами, угловая часть — сложной ордерной композицией с глубокими лоджиями и выступом, увенчанным гербом СССР. Через некоторое время после завершения строительства здание подвергли в печати жёсткой критике именно за решение угловой части, которое характеризовалось как «нагромождённые друг на друга различные приёмы, формы и объёмы». Цоколь здания облицован тёмно-коричневым гранитом, по преданию, предназначавшимся для памятника гитлеровской армии в ознаменование победы над СССР. Изначально дом планировали продолжить по улице Огарёва (ныне Газетный переулок), о чём свидетельствует лишённый декоративной обработки его боковой фасад, однако эти планы не реализовали. Мемориальными досками отмечено проживание в этом доме академиков Ю. Б. Харитона, А. А. Бочвара, В. С. Немчинова, И. И. Артоболевского, министра культуры Е. А. Фурцевой, военачальников А. В. Хрулёва (кв. 77) и Н. Г. Кузнецова. В доме прошли последние годы учёного-химика Н. Д. Зелинского, здесь жили архитектор А. В. Власов (в 1949—1962), академик В. С. Немчинов (в 1949—1964), министр электростанций СССР Д. Г. Жимерин, режиссёры О. Н. Ефремов (мемориальная доска) и С. Ф. Бондарчук, дирижёр А. В. Свешников, юрист А. Н. Трайнин. Также в этот дом привезли и прописали в 1950 году итальянского физика Бруно Понтекорво, добровольно переехавшего в Советский Союз. Здание отнесено к категории ценных градоформирующих объектов.

#### Усадьба Костерёвых (№ 9А, строения 1, 2, 3, 5, 6)
Внутриквартальное владение, образовавшееся в процессе упразднения переулка между Тверской и Большой Никитской улицами в конце XVIII — начале XIX веков, принадлежал купцу Андрею Григорьевичу Костерёву. Здания внесены в Красную книгу Архнадзора (электронный каталог объектов недвижимого культурного наследия Москвы, находящихся под угрозой), номинация — запустение.

#### Административное здание (ГКНТ) (№ 11)
В 1910 году на этом месте архитектором И. С. Кузнецовым был построен доходный дом, который в 1947—1949 годах был перестроен и расширен по проекту архитектора B. C. Андреева в административное здание в духе «сталинского классицизма». Фасад имеет типичное для архитектуры рубежа 1940-х — 1950-х годов трёхчастное горизонтальное членение, нижние этажи, исполняющие роль массивного цоколя, рустованы, плоские лопатки, идущие на высоту от двух до трёх этажей, увенчаны композитными капителями. Центральная часть административного здания выделена круглым барабаном, выступающим над основным объёмом крыши (виден с Тверской площади). Этот круглый объём изначально предназначался для размещения макета центральных районов Москвы, однако по прямому назначению он не использовался. Дома № 9 и 11 соединены вставкой, в которой на высоту четырёх этажей устроен проезд в Брюсов переулок. В советское время в здании размещался Государственный комитет Совета Министров СССР по науке и технике (ГКНТ).. Ныне административное здание занимает Министерство образования и науки Российской Федерации. Здание отнесено к категории ценных градоформирующих объектов.

#### Дом московских генерал-губернаторов (здание мэрии Москвы) (№ 13)

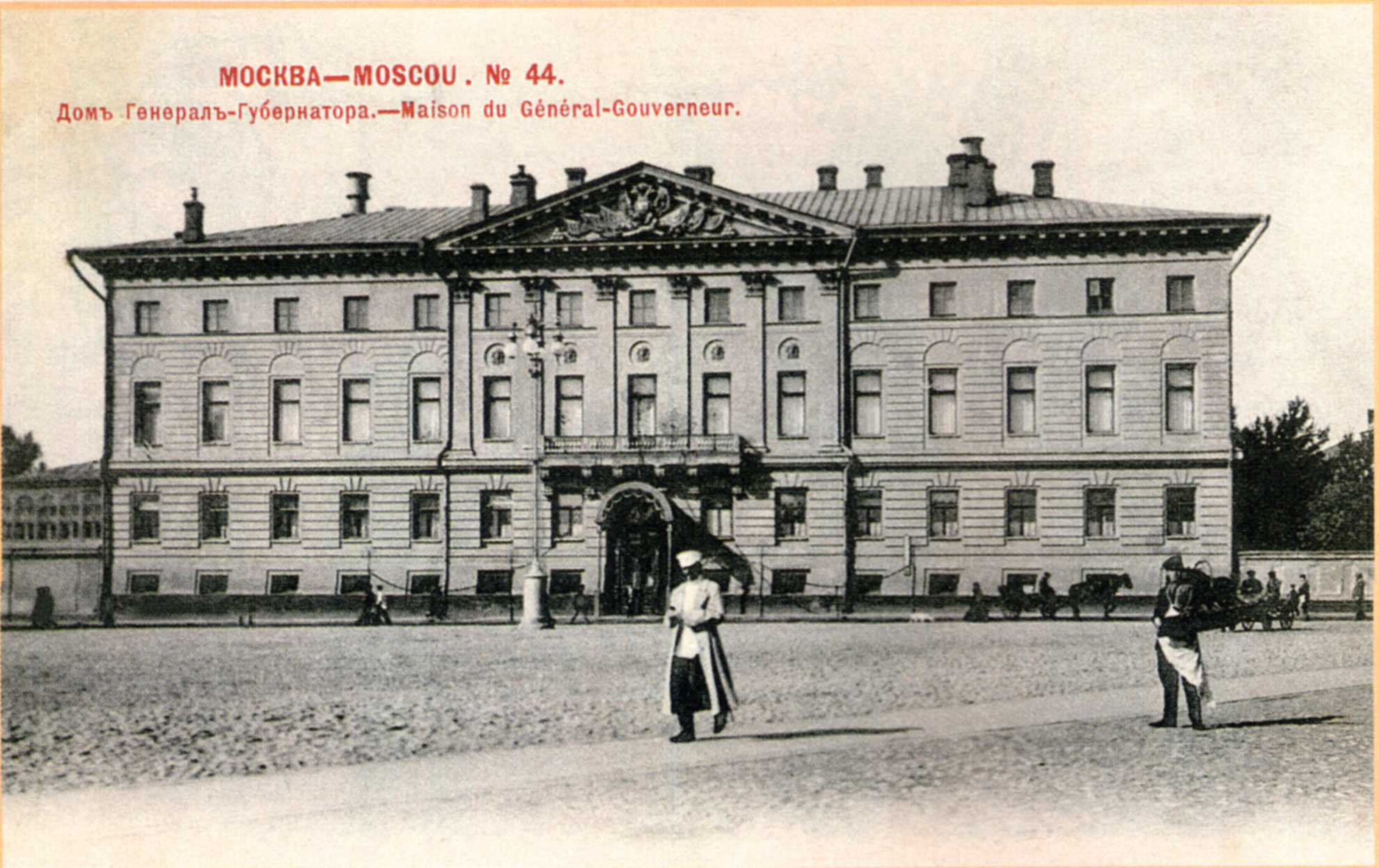
Дом генерал-губернатора в 1902 году

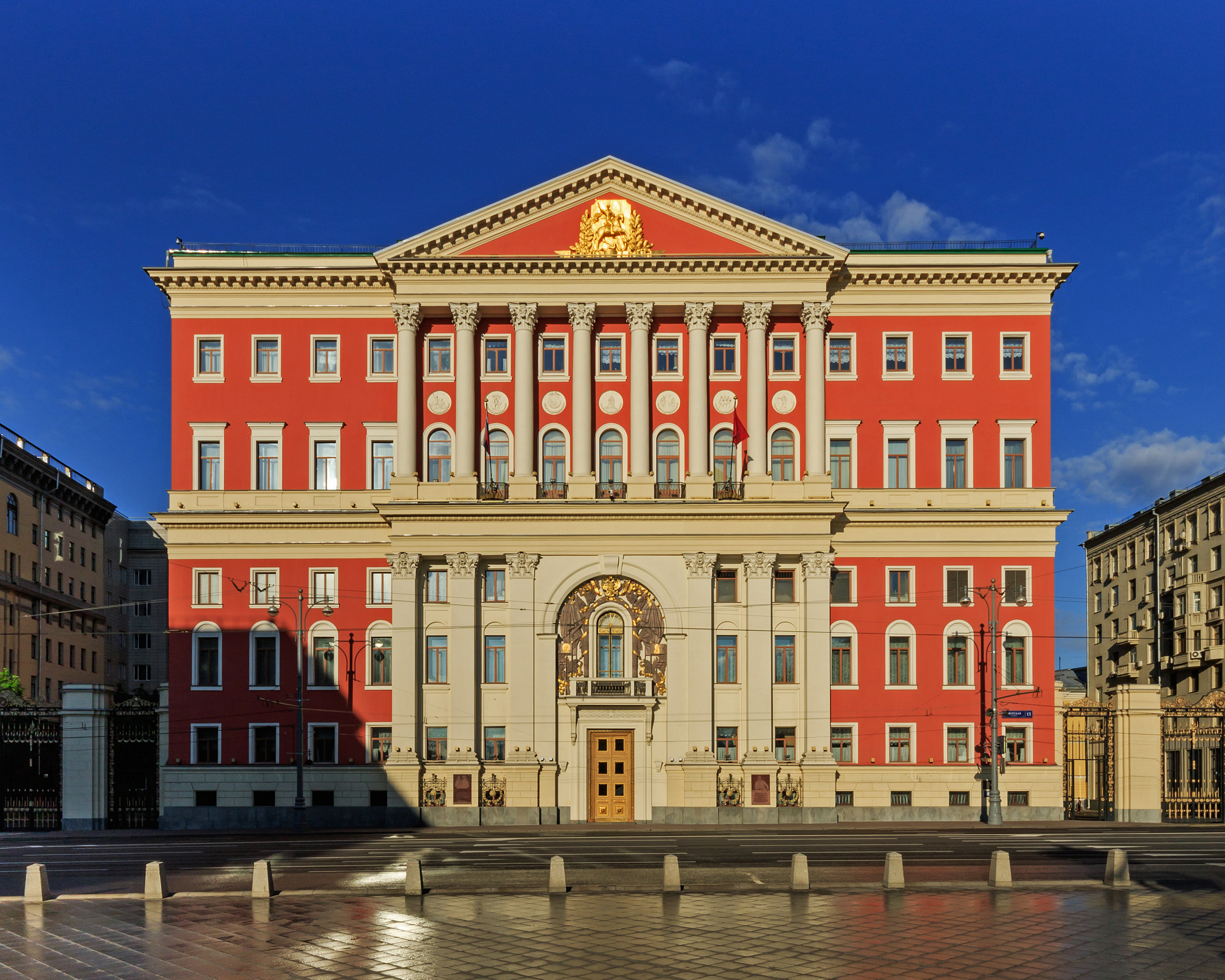
Здание мэрии Москвы (бывший дом генерал-губернатора)

Три нижних этажа здания были построены в 1782 году предположительно по проекту архитектора М. Ф. Казакова для московского генерал-губернатора З. Г. Чернышёва (1722—1784). С 1786 года здание стало домом московских губернаторов. В 1890-е годы была осуществлена перепланировка интерьеров. В 1929 году к зданию по проекту архитектора И. А. Фомина был пристроен новый корпус. Во время реконструкции Тверской улицы в 1939 году, здание было передвинуто на 13,65 м вглубь квартала. В 1943—1945 годах по проекту архитектора Д. Н. Чечулина, при участии М. В. Посохина, Н. Д. Молокова, М. Н. Боголепова и Г. М. Вульфсона, дом был надстроен двумя этажами с изменением фасада. Одновременно с перестройкой здания вели работы по реставрации его интерьеров; потолочную живопись восстанавливали художники под руководством П. Д. Корина.
В здании сохранились интерьеры XVIII века, носившие представительские функции — парадные анфилады и парадная лестница.

#### Жилой дом (№ 15)
Дом построен в 1940 году по проекту архитектора А. Г. Мордвинова. Через арку в здании на Тверскую выходит Леонтьевский переулок. В 1943—1951 годах в доме жил маршал К. К. Рокоссовский. С 1940 по 1952 годы в доме жил певец С. Я. Лемешев. С 1940 по 1971 годы в доме жил певец народный артист СССР М. Д. Михайлов. Также в доме проживали:
- Ю. А. Завадский (на доме установлена мемориальная доска),
- А. И. Зражевский[59],
- А. Т. Твардовский,
- И. А. Лихачёв,
- А. М. Мессерер (на доме установлена мемориальная доска),
- Г. Б. Тусузов[60],
- Н. Н. Шпанов[61],
- И. А. Федосеев[62],
- Я. В. Флиер[63],
- А. И. Ямпольский[64].

В 1970-е годы в доме располагался книжный магазин «Дружба», в котором можно было приобрести литературу, издаваемую в социалистических странах.

#### Жилой дом («Дом под юбкой») (№ 17)
Как и соседнее здание, жилой дом построен в 1940—1944 годах по проекту архитектора А. Г. Мордвинова. По тому же проекту в 1939 году был построен жилой дом на Большой Полянке, 1/2. Крупная проездная арка в доме связывает с Тверской Большой Гнездниковский переулок. До 1958 года на угловой башенке стояла статуя девушки с серпом и молотом, моделью которой послужила балерина Ольга Лепешинская (скульптор Г. И. Мотовилов), в связи с чем здание получило обиходное название «дом под юбкой». В доме жил музыкант А. Б. Гольденвейзер, квартира которого (№ 110) является филиалом музея им. Глинки. Многие годы в этом доме жил известный авиаконструктор, лауреат Сталинской премии, один из создателей истребителя ЛаГГ-3, М. И. Гудков (1904—1983); в 1950-х—1960-х годах — генерал-лейтенант, Герой Советского Союза Н. Е. Чуваков. В 1970-е годы в здании работало кафе-мороженое «Север». Здесь же размещался магазин «Армения» Министерства торговли Армянской ССР. В стоявшем ранее на углу с Малым Гнездниковским переулком доме прошли детские и девичьи годы актрисы В. Ф. Комиссаржевской. Здесь же жили оперный певец Л. В. Собинов (в 1909—1913), актёр М. М. Штраух, балетмейстер Т. А. Устинова. В настоящий момент на 1-м этаже размещается Мемориальный музей-мастерская Конёнкова, который является одним из филиалов петербургского Научно-исследовательского музея Российской Академии художеств. С 1971 по 1993 годы в доме жил драматург и сатирик Григорий Горин, мемориальная доска в честь которого была открыта на доме 14 декабря 2012 года (скульптор Андрей Балашов и архитектор Вячеслав Бухаев).

#### Жилой дом (№ 19)
Жилой дом построен в 1940—1949 годах по проекту архитекторов М. П. Парусникова и Г. П. Баданова. В объём здания включён дом, передвинутый на новую красную линию в 1930-х годах. Здесь с 1949 года жил и провёл последние дни народный артист СССР А. Д. Дикий (мемориальная доска, скульптор Д. Д. Стреляев, 1957). В этом доме жили также:
- советский авиаконструктор, создатель многих самолётов и ракетного оружия, член-корреспондент АН СССР, дважды Герой Социалистического Труда, С. А. Лавочкин (1900—1960),
- Герой Советского Союза, лётчик А. П. Маресьев,
- художник А. И. Лактионов (мемориальная доска),
- художник Д. А. Налбандян[52],
- поэт А. А. Сурков (мемориальная доска, 1986, архитектор В. В. Степанов)[75].

Через арку в этом доме на Тверскую выходит Малый Палашёвский переулок. Ранее на углу с переулком находилось здание, в котором размещались номера А. И. Соколова, где останавливался Л. Н. Толстой. Согласно утверждённому проекту дом должен был дойти до угла с Тверским бульваром, с пропуском Большой Бронной улицы через арку, но этим планам помешала война.

#### Дворец Разумовских (Английский клуб) (№ 21)
, дом с двумя боковыми крыльями и ограда с двумя воротами со львами, конец XVIII — начало XIX веков.
Ансамбль здания развивался постепенно. В 1777—1780 годах была выстроена его центральная часть; в 1806—1811 годах к дому пристроено левое крыло (возможно, по проекту архитектора А. А. Менеласа). После пожара 1812 года в 1814—1817 годах была выстроена правая часть ансамбля, тогда же возведена каменная ограда со стилизованными львами над пилонами ворот (автором перестройки дворца, возможно, являлся архитектор Д. И. Жилярди). В ходе реконструкции улицы 1930-х годов у здания отсекли по половине боковых флигелей и перенесли на новую линию ограду В 1831—1917 годах в здании размещался Английский клуб, в 1924—1998 годах — Музей революции, с 1998 года — Государственный центральный музей современной истории России.
Английский клуб упоминается в «Былом и думах» А. И. Герцена, «Анне Карениной» Л. Н. Толстого, «Евгении Онегине» А. С. Пушкина («львы на воротах»).

#### Другие здания и сооружения
- № 23 — доходный дом, кинотеатр «Арсъ» («Тверской Арс») с меблированными комнатами (1874, архитектор М. И. Никифоров; перестроен в 1915—1916 годах архитектором П. Заболоцким; в 1939 году передвинут вглубь квартала. С 1948 года здание занимает Московский драматический театр им. К. С. Станиславского[73].
- № 23 (правая часть) — доходный дом И. П. Шаблыкина, 1890, арх. М. А. Арсеньев; фасады обновлены в 1912 году по проекту архитектора Н. П. Хорошкевича. В 1939 году передвинут вглубь квартала.
- № 25/9—25/12 — Жилой дом. 1-я очередь, правая часть — дом Наркомлеса: 1933—1936, архитекторы А. К. Буров, А. И. Криппа, Е. Б. Новикова, Р. И. Семерджиев, художник В. А. Фаворский. По мнению историка архитектуры Натальи Броновицкой, оформление дома далеко от «помпезной эклектичности сталинского стиля»; фасад оформлен сдержанно и расчленён на три яруса с убыванием высоты оконных проёмов от нижнего яруса к верхнему. Обрамления окон, арки, откосы витрин, а также карнизы с сильно вынесенными кронштейнами оформлены полихромной росписью сграффито[78]. 2-я очередь, левая часть — дом Большого театра: 1946—1950, архитекторы А. К. Буров, Р. Н. Блашкевич, Л. А. Степанова[79][80]. Ранее на месте 2-й очереди дома стояло здание Глазной больницы — памятник архитектуры конца XVIII века, которое в 1940 году было передвинуто и повёрнуто главным фасадом в переулок[38][78]. В доме Большого театра жили дирижёры А. Ш. Мелик-Пашаев, А. В. Гаук, оперные певцы С. Я. Лемешев, С. М. Хромченко[81], Е. В. Шумская[82], Н. Д. Шпиллер[83], драматург Н. Р. Эрдман[84], скульптор А. А. Дейнека[85], пианист Э.Г. Гилельс, арфистка В. Г. Дулова. На фасаде здания установлены мемориальные доски А. В. Гауку, А. А. Дейнека и С. Я. Лемешеву[86]., Э. Г. Гилельсу. В 2022 году на шестом этаже дома открылась Музей-квартира Майи Плисецкой.
- № 27—29 — жилой дом (1946—1949, архитектор И. Н. Соболев). Жилое здание включает в себя три старых дома[87]. в 1946—1956 годах здесь жил писатель А. А. Фадеев[38], в 1948—1971 — актриса Ангелина Степанова[88].
- № 29 (во дворе) — доходный дом, 1913, арх. И. С. Кузнецов.
- № 31/4 — Концертный зал имени П. И. Чайковского, 1938—1940, арх. Д. Н. Чечулин, К. К. Орлов.

### По чётной стороне
К моменту начала реконструкции Тверской улицы в конце 1930-х годов нумерация её чётной стороны начиналась с № 2 — этот адрес имела построенная в 1933—1935 годах гостиница «Москва». Позднее гостиница получила адрес по Охотному Ряду, и современная нумерация чётной стороны Тверской начинается с № 4.
- № 4 — жилой дом, 1937—1940, арх. А. Г. Мордвинов, инж. П. А. Красильников. В советское время в доме работали торговые учреждения: филиал ГУМа — магазин «Подарки», магазин «Диета», кафе-мороженое «Космос».[38]. Здесь жили:
  - маршал М. Н. Чистяков[90],
  - лётчик Н. Л. Трофимов[91],
  - военный деятель, Герой Советского Союза А. К. Сокольский[92],
  - геолог и геохимик, один из создателей современной литологии Н. М. Страхов[93].
- № 6 — Жилой дом (1937—1940, архитектор А. Г. Мордвинов, инженер П. А. Красильников. В доме жили:
  - советский лётчик, дважды Герой Советского Союза С. П. Супрун,
  - советская лётчица, Герой Советского Союза Марина Раскова,
  - артист и режиссёр МХАТа Б. Н. Ливанов (в 1938—1972; на фасаде здания установлена мемориальная доска),
  - скульптор Д. Ф. Цаплин (в 1938—1967)[94],
  - экономист Н. А. Цаголов (в 1942—1963)[95],
  - актриса Фаина Шевченко (в 1939—1971)[96],
  - актриса Н. А. Соколовская[97].

В 1970-е годы на первом этаже здания работало «Московское» кафе. В рамках гражданской инициативы «Последний адрес» на доме установлены мемориальные знаки с именами юриста Н. Ф. Попова и директора МХАТа Я. И. Боярского-Шимшелевича, расстрелянных в годы сталинских репрессий.
- № 6 строение 1 — здание Главмосстроя.
- № 6, строения 3, 5 — жилой комплекс с общественным корпусом РЖСКТ «Крестьянская газета» (1927—1930, архитектор Н. А. Ладовский, совместно с В. С. Колбиным)[99]. Здесь жил художник Пётр Васильев (мемориальная доска)[100]. В рамках гражданской инициативы «Последний адрес» на доме установлен мемориальный знак с именем инженера И. О. Гольденберга[101], расстрелянного в годы сталинских репрессий.
- № 6, строение 6 (во дворе) — подворье Саввино-Сторожевского монастыря (Саввинское подворье), 1905—1907, арх. И. С. Кузнецов. Здание подворья было передвинуто на 49 м 86 см в период с 4 по 7 марта 1938 года.
- № 6, строение 7 — доходный дом А. Г. Толмачёвой (1891, арх. Б. В. Фрейденберг и Э. С. Юдицкий) — подробнее см. Камергерский переулок, № 1/6

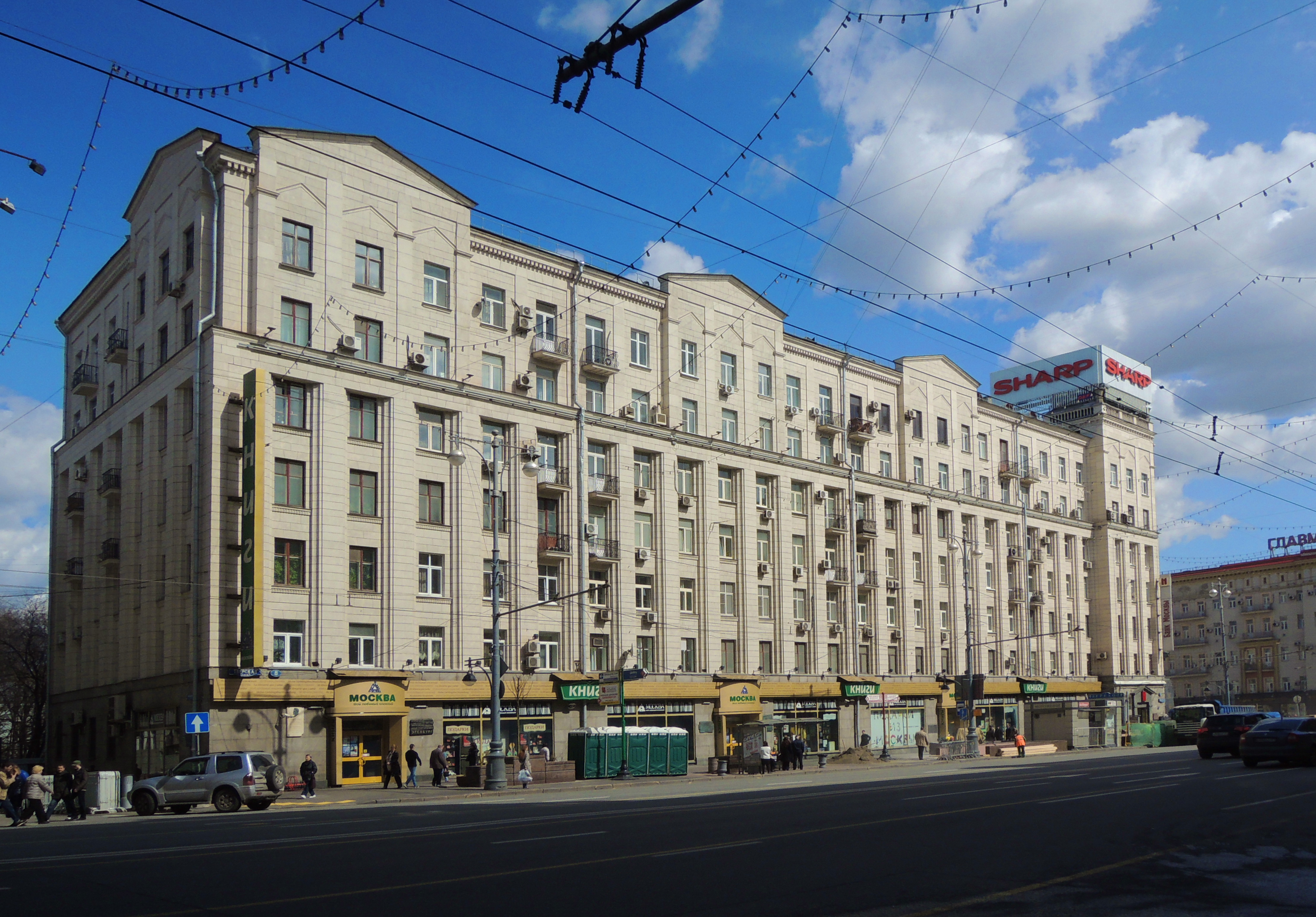
Дом № 8

- № 8, корп. 1, 2 — Жилой дом построен в 1939—1944 годах по проекту архитектора А. Г. Мордвинова. Здесь жили:
  - поэт Демьян Бедный,
  - журналист А. И. Аджубей,
  - писатель И. Г. Эренбург,
  - писатель А. Б. Чаковский[102],
  - артист В. Я. Станицын,
  - артистка Ляля Чёрная[103],
  - артист Н. П. Хмелёв[104][105],
  - композитор-песенник В. Г. Захаров.

- - писатель В. Я. Шишков провёл здесь последний год жизни (мемориальная доска, 1951, скульпторы В. М. Терзибашьян и В. М. Шишков, архитектор И. А. Француз)[37][106].
  - диктор Юрий Левитан (с 1945 по 1969)[107].
  - военачальник П. А. Ротмистров (мемориальная доска).

Здесь же в советское время располагалось два книжных магазина — «Академическая книга» издательства «Наука» и «Москва». В настоящее время весь первый этаж здания со стороны Тверской улицы занимает книжный магазин торгового Дома Книги «Москва».
Ранее на этом месте стоял дом Варгина (Тверская часть, 5 квартал, № 429); здесь в 1833 году жил В. Г. Белинский, в 1845 году в меблированных комнатах купца Варгина останавливался Ф. И. Тютчев, в 1853 году поселился вернувшийся из ссылки декабрист В. М. Голицын; кроме гостиницы в доме долгое время находилась аптека, в которой с 1829 года начал работать Н. Э. Лясковский, впоследствии женившийся на родственнице В. В. Варгина; 24 ноября 1855 года открылся магазин-кондитерская Адольфа Сиу, открывшего в Москве фабрику; дом снесли во время генеральной реконструкции улицы в 1935 году. Два верхних этаже современного дома − реплика двухэтажного дома Варгина.
- № 10 — торговый дом Д. И. Филиппова (булочная Филиппова, гостиница «Люкс», до недавнего времени — «Центральная»), нач. XIX в.; 1837; 1891—1897, арх. М. А. Арсеньев — полная перестройка с изменением фасада; 1900, арх. М. А. Арсеньев — перестройка корпуса по переулку; 1907, арх. Н. А. Эйхенвальд — надстройка; 1911, арх. Н. А. Эйхенвальд — перестройка гостиничного вестибюля в левой части здания; Интерьеры кофейной Д. И. Филиппова были оформлены в 1905-1907 годах архитектором Н. А. Эйхенвальдом совместно с П. П. Кончаловским, С. Т. Коненковым, В. М. Маятом; 1934 — надстройка. В 1812 году, когда здание принадлежало фельдмаршалу П. С. Салтыкову, здесь останавливался служивший в наполеоновской армии Стендаль.[37] В начале 1919 года в размещавшейся в здании гостинице «Люкс» жил поэт С. Есенин. Впоследствии в разместившемся здесь жилом доме Коминтерна жили Г. Димитров, К. Готвальд, П. Тольятти, М. Торез и другие деятели коммунистического движения. В советское время в бывшей булочной Филиппова также работал хлебный магазин.[38] Отказано в охранном статусе. В 2008 году здание было обнесено силовыми лесами и начался снос пекарни во дворе, а затем и самой гостиницы. Инвестор — группа компаний «Уникор» — предполагал выстроить под старым названием «Люкс» гостиницу с атриумом на месте пекарни, с воссозданием части фасадов и с сохранением нижних помещений в новом объёме[108]. По проекту сохранялись только фасадные стены на высоту трёх этажей и помещения с интерьерами. Правый край здания со стороны Глинищевского переулка снесён на всю высоту для проезда строительной техники. После сноса верхних этажей нижние были гидроизолированы, и в 2011 году там действительно началась реставрация интерьеров. Однако вскоре работы замерли, сохранившийся остов здания заброшен[109]. В июле 2017 года руководитель департамента градостроительной политики Москвы Сергей Лёвкин сообщил, реконструкцию здания гостиницы «Центральная» на Тверской улице в Москве планируется завершить в июле следующего года[110]. Промышленно-финансовая группа «Сафмар» (основана Михаилом Гуцериевым) создаёт локального девелопера («Моспромстрой Девелопмент») для реализации проекта на месте гостиницы «Центральная». Обновлённая гостиница будет называться «Москва Люкс Отель».[111]
- № 12 — доходный дом Бахрушиных, 1900—1901, арх. К. К. Гиппиус[112]. В первые годы советской власти в здании размещалась Центропечать. В 1921 году В. И. Ленин произнёс здесь для граммофонной записи несколько речей. В 1970-е годы первый этаж занимал магазин ювелирных изделий «Берёзка».[38] В доме жили живописец Борис Щербаков[113], А. И. Солженицын (кв. 169). В рамках гражданской инициативы «Последний адрес» на доме установлен мемориальный знак с именем юриста Владимира Константиновича Алкалаева[114], расстрелянного органами НКВД 20 июня 1938 года[115].
- № 12 (левая часть) — гостиница Шевалдышева (в 1830-х-1860-х); в 1926—1927 годах дом надстроили двумя этажами и полностью переделали фасад в духе конструктивизма по проекту архитекторов Н. С. Щербакова и И. И. Рерберга для РЖСКТ «Кремлёвский работник»[116](по другим данным — в 1933 году для дома Центропечати). В гостинице Шевалдышева в 1856 году несколько раз останавливался писатель Л. Н. Толстой[37].
- № 12, строение 2 — административно-жилой дом, перестроен в 1930-х гг. в стиле конструктивизма. В доме находится Музей-квартира И. Д. Сытина, жившего здесь в 1928—1934 гг. Здесь в 1943—1957 гг. жил А. Н. Вертинский.
- № 12, строение 8 — жилой 6-этажный кирпичный дом 1903 года постройки по индивидуальному проекту. 24 декабря 2018 года на первом этаже дома открылся Музей-квартира А.И. Солженицына, где великий писатель жил до ареста 12 февраля 1974 года и последовавшей за ним высылкой из страны, и куда вернулся, прожив здесь с 1994 по 2002 год[117]. В стенах квартиры с 1992 по 2018 год располагалось представительство Русского благотворительного фонда Александра Солженицына[118].
- № 14 — Дом Е. И. Козицкой — магазин Г. Г. Елисеева («Елисеевский»), построено по проекту М. Ф. Казакова в 1790-е годы. Перестроен в 1-й трети XIX века, в 1875—1875 годах по проекту архитектора А. Е. Вебера; в 1898—1901 годах архитектором Г. В. Барановским (совместно с В. В. Воейковым и М. М. Перетятковичем) произведены перестройка и изменение интерьеров магазина. На втором этаже здания находится музей-квартира писателя Н. А. Островского, который жил здесь и работал над романом «Рождённые бурей».[38] Здесь же писатель провёл последние месяцы своей жизни.[37]
- № 16 — в основе углового дома — доходные дома М. С. Логуновой 1880, арх. А. Е. Вебер; в 1932—1934 годах надстроены и объединены в один объём с изменением фасадов по проекту архитекторов Чернозубова и Григорьева, при участии А. В. Щусева; в 1990—1992 годах при восстановлении после пожара были вновь переделаны фасады[119]. С 1936 года — «Дом актёра» при Всероссийском театральном обществе (сейчас — «Галерея Актёр» и офис компаний ЕГСН, Раритетъ (изготовление сусального золота и серебра).
- № 16/2 — в советское время в здании размещалась объединённая редакция газеты «Московские новости».[38]

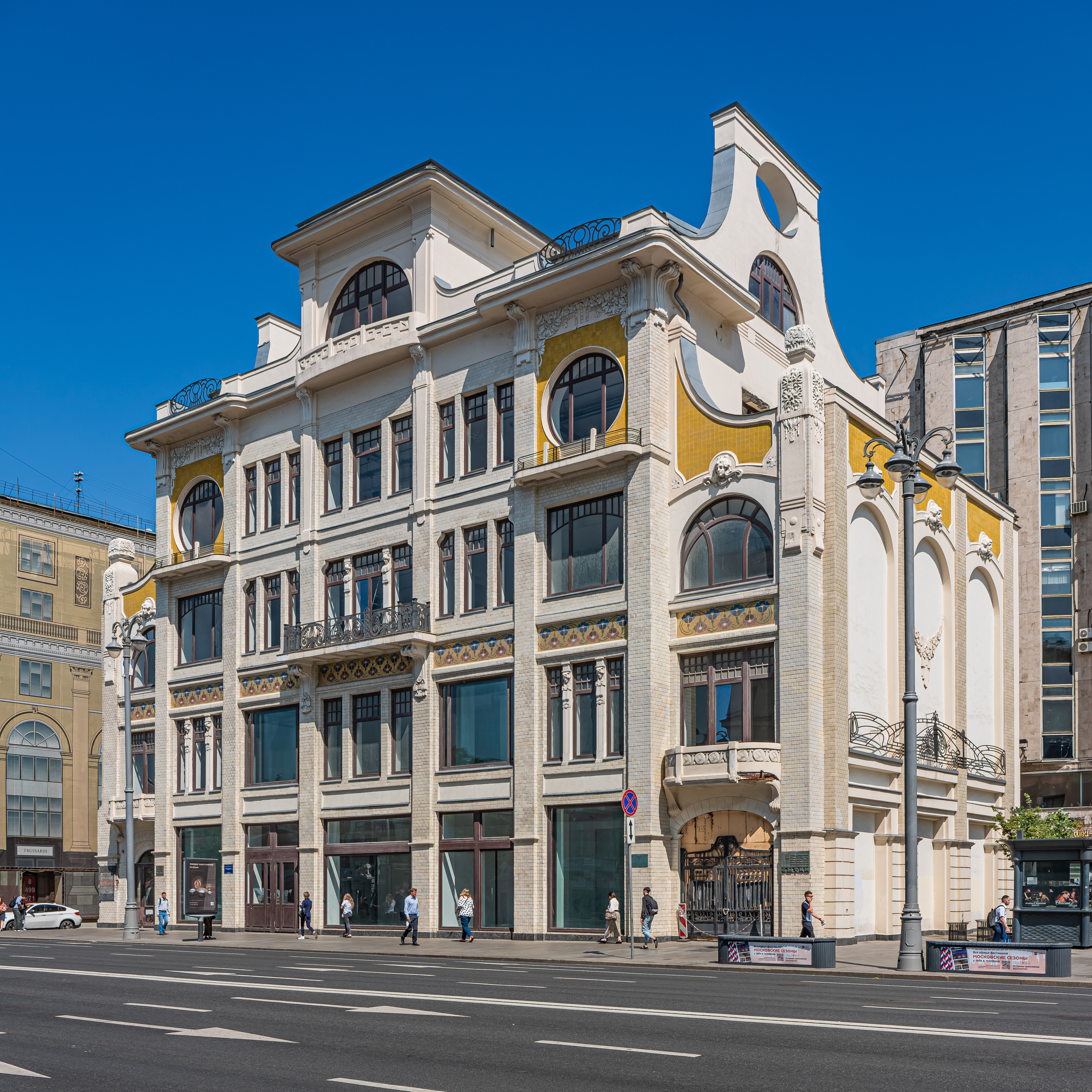
Издательство И. Д. Сытина «Русское слово», 1904—1906, арх. А. Э. Эрихсон

- № 18 — здание издательства, типографии и редакции газеты «Известия». Построено в 1925—1927 годах по проекту архитектора Г. Б. Бархина, при участии М. Г. Бархина. В 1975 к зданию был пристроен новый корпус фасадом по Тверской улице (авторский коллектив архитекторов под руководством Ю. Н. Шевердяева)[38][120].
- С 1996 по 2016 годы на площадке напротив здания «Известий» располагалась стеклянное здание, предназначенная для кафе «Пирамида-2000», позднее здесь разместился торговый центр «Пирамида». «Независимая газета» назвала постройку «уникальным явлением в архитектурной жизни столицы последних лет», однако впоследствии её облик неоднократно подвергался критике. В июле 2002 года Владислав Васнев, являвшийся владельцем ООО «Пирамида-2000», заключил договор с ФГУП Редакция газеты «Известия» об аренде подвалов нового здания «Известий» сроком на 20 лет. Там разместился торговый центр «Тверской Пассаж» с выходом в подземный вестибюль метро, закрытый в 2012 году. В последнее время (на момент сноса) арендаторами торгового центра были два сетевых парфюмерных магазина —- «Рив Гош» и «Л'Этуаль». По данным Владислава Васнева, в 2015 году выручка торгового центра «Пирамида» от аренды составила 180 млн рублей. Здание было снесено 23 февраля 2016 года[121].
- № 18б — здание издательства газеты «Русское слово» И. Д. Сытина, 1904—1906, арх. А. Э. Эрихсон, инженер В. Г. Шухов[122]. С 1904 по 1928 годы в доме жил книгоиздатель и просветитель И. Д. Сытин, у которого бывали М. Горький, А. Куприн, В. Немирович-Данченко и другие деятели культуры и искусства. В 1979 году здание было передвинуто на 34 м в сторону Садового кольца. В первые годы советской власти в здании размещалась редакция и типография газеты «Правда», секретарём которой работала М. И. Ульянова. На здании установлена мемориальная доска[37]. Позднее в здании находилась редакция газеты «Труд».[38]
- № 20/1 — дом Московского гражданского губернатора построен в 1770-х годах по проекту архитектора М. Ф. Казакова. В начале XIX века он принадлежал Павлу Григорьевичу Щепочкину, затем его дочери — полковнице Наталье Павловне Чебышевой. В 1848—1852 годах архитектором И. А. Сикорским был расширен пристройкой к нему двух боковых крыльев[123]. Был приобретён для Канцелярии гражданского генерал-губернатора. В 1930 году владелец здания «Экспортлес» надстроил дом двумя этажами, оформил фасад в формах конструктивизма и возвёл новый шестиэтажной корпус вдоль Настасьинского переулка. В 1931—1935 годах архитектор Н. Я. Тихонов по заказу нового владельца Наркомлеса переделал фасад в неоклассическом духе[124].
- № 22 — многофункциональный комплекс SUMMIT с гостиницей «ИнтерКонтинентал Тверская», торговой зоной и офисным центром возведён в 2007—2011 годах. В здании устроен проём для прохода и проезда по Дегтярному переулку. Ранее на этом месте стояла гостиница «Минск», построенная в 1963—1964 годах по проекту А. Е. Аркина, В. Э. Кильпе[125]. Гостиница имела номерной фонд в 400 номеров. Снесена в 2006 году.
- № 22а — двухэтажный особняк Мазуриных был построен в 1872 году архитектором Р. А. Гёдике. В 1927 году архитектор И. А. Голосов, в то время работающий в стиле конструктивизма, надстроил здание двумя этажами, воспроизведя на их фасадах эклектичное оформление нижних этажей. В 1975—1980 годах в здании размещался Оргкомитет Олимпиады-80[126]. В июле 2022 года началась процедура сноса.
- № 26 — гостиница «Марриотт Грандъ-Отель», 1995—1997 (на месте снесённых палат князей Кантакузенов, XVII—XVIII вв.). В стоявшем на этом месте здании в 1846 году скончался поэт, друг А. С. Пушкина и Н. В. Гоголя — Н. М. Языков.[37]
- № 28 — Доходный дом А. А. Пороховщикова[127] построен в 1873 году по проекту А. Е. Вебера. В 1930 году здание надстроили двумя этажами, оформив их в единой стилистике с нижней частью. В конце 1990-х годов дом подвергся реконструкции — фактически от него остался лишь фасад[128]. В доме жили архитектор Ф. О. Шехтель, писатель К. Г. Паустовский, актёры И. В. Самарин и Н. М. Медведева. В 1880-е годы в помещавшейся здесь редакции журнала «Детское чтение» бывали Д. Н. Мамин-Сибиряк, И. А. Бунин, А. П. Чехов, Н. Д. Телешов, Н. Н. Златовратский, К. М. Станюкович. В 1927—1928 годах в здании работала 1-я Международная выставка межпланетных аппаратов и механизмов.[38]
- № 30/2 — объект культурного наследия регионального значения[129][130], угловой дом, 1860-е гг., в основе — палаты XVIII века; перестроен в 1859 году архитектором Н. В. Никитиным. В 1860-е годы в доме жил и работал один из учредителей Товарищества передвижников художник В. Г. Перов. В этом доме художник написал многие свои известные картины, среди которых «Похороны крестьянина», «Птицелов», «Тройка» и другие.[37] Здесь же жил писатель А. И. Литвинов, посвятивший значительную часть своего творчества описанию быта Москвы XIX века. В доме устроен вестибюль, из которого можно пройти на станцию метро «Маяковская»[38]. В 2000-х годах у московских властей существовали планы сноса здания и строительства на этом месте восьмиэтажной гостиницы с угловой башней[131].

## Транспорт
- Станция метро «Охотный Ряд» / «Театральная» / «Площадь Революции» — в начале улицы.
- Станции метро «Тверская» / «Пушкинская» / «Чеховская» — в середине улицы.
- Станция метро «Маяковская» — в конце улицы.
- Автобусы:
  - м1, е30; н1, н12 — на всём протяжении улицы.
  - м40 — от начала улицы до Пушкинской площади.
  - с344 — от Тверского бульвара до Манежной улицы в указанном направлении.

### Исторические путеводители
- Федосюк Ю. А. Москва в кольце Садовых. — М.: АСТ, 2009. — С. 140—151. — 446 с. — ISBN 978-5-17-057365-3.
- Васькин А. А. От Тверской до улицы Горького и обратно по старой Москве. — М., 2006. — С. 10—155. — 325 с. — ISBN 5-364-00200-4.
- Сытин П. В. По старой и новой Москве. — М.: ДЕТГИЗ, 1947. — 236 с.
- Сытин П. В. Из истории московских улиц. — 3-е изд. — М.: Московский рабочий, 1958. — 844 с.

### Издания по архитектуре и градостроительству
- Москва: Архитектурный путеводитель / И. Л. Бусева-Давыдова, М. В. Нащокина, М. И. Астафьева-Длугач. — М.: Стройиздат, 1997. — С. 357—375. — 512 с. — ISBN 5-274-01624-3.
- Нащокина М. В. Архитекторы московского модерна. Творческие портреты. — 3-е изд. — М.: Жираф, 2005. — 535 с. — 2500 экз. — ISBN 5-89832-043-1.
- Мартынов А. А. Тверская улица // Известия Московской городской думы. — 1877. — Вып. 8
- Рогачев А. В. Проспекты советской Москвы. История реконструкции главных улиц города. 1935—1990 гг. — М.: Центрполиграф, 2015. — 448 с. — ISBN 978-5-227-05721-1.
- Архитектура Москвы 1933—1941 гг / Автор-сост. Н. Н. Броновицкая. — М.: Искусство—XXI век, 2015. — С. 129. — 320 с. — (Памятники архитектуры Москвы). — 2500 экз. — ISBN 978-5-98051-121-0.